# Chris Smith (homme politique, 1953)
 (octobre 2016).
Si vous disposez d'ouvrages ou d'articles de référence ou si vous connaissez des sites web de qualité traitant du thème abordé ici, merci de compléter l'article en donnant les références utiles à sa vérifiabilité et en les liant à la section « Notes et références ».
Pour les articles homonymes, voir Chris Smith et Smith.
Christopher Henry Smith dit Chris Smith, né le 4 mars 1953 à Rahway, est un homme politique américain membre du Parti républicain, représentant du 4e district du New Jersey à la Chambre des représentants des États-Unis depuis 1981. Il est actuellement le doyen de la délégation de l'État au Congrès.
Après les élections de 2018, il est le dernier élu républicain à représenter le New Jersey au Congrès.
En 2019, Chris Smith fait adopter un amendement qui vise à lancer une enquête sur des accusations selon lesquelles un laboratoire militaire serait l'origine de la maladie de Lyme. « Plusieurs livres et articles suggèrent que d'importantes recherches ont été menées dans des installations militaires américaines, notamment Fort Detrick, dans le Maryland, et Plum Island, dans l'État de New York, afin d'utiliser des tiques et d'autres insectes comme des armes biologiques ».